# Warmuntowice
Warmuntowice (niem. Warmunthau ) – część wsi Pawłowiczki w Polsce, położona w województwie opolskim, w powiecie kędzierzyńsko-kozielskim, w gminie Pawłowiczki.
W latach 1975–1998 Warmuntowice administracyjnie należały do ówczesnego województwa opolskiego.

## Nazwa
W alfabetycznym spisie miejscowości na terenie Śląska wydanym w 1830 roku we Wrocławiu przez Johanna Knie wieś występuje pod polską nazwą Warmuntow oraz niemiecką – Warmunthau.

## Historia
Od końca XVIII w. wieś posiadała własną pieczęć gminną, na której przedstawiono ptaka siedzącego na stogu, po prawej dwa kłosy zboża, po lewej sierp skierowany do środka pola.